# Arundo donax
La canna comune (Arundo donax L., 1753) o canna domestica è una pianta erbacea perenne della famiglia delle Poacee.
La sua area di origine si estende dal bacino del Mediterraneo al Medio Oriente fino all'India, ma attualmente la canna si può trovare sia piantata che naturalizzata nelle regioni temperate e subtropicali di entrambi gli emisferi. Forma dense macchie in terreni umidi di ambiente ripariale, lungo gli argini di fiumi e stagni ma anche sui margini di campi coltivati e sulle dune sabbiose, anche vicino al mare. La canna comune può adattarsi a vari ambienti ed è molto tenace nel ricrescere una volta tagliata; ha una struttura ottimale per il vento.

## Etimologia
La nomenclatura binomiale assegnata rivela una ripetizione. Il nome generico deriva dal latino arundō o harundō, "canna", "bastone", "freccia" o "stecca ortopedica" (secondo Hjalmar Frisk da associare al greco ἄρον áron "gigaro"), mentre il nome della specie viene dal greco δόναξ dónax, ovvero "canna".

## Descrizione
Fisiologicamente presenta un ciclo C3 con un'inusuale alta capacità fotosintetica che le conferisce peculiari vantaggi ecologici. Analizzando alcuni parametri come scambio di gas, fluorescenza e conduttanza stomatica in condizioni di crescita naturali, si è registrato un massimo tasso fotosintetico pari a 37 µmoli m−2 s−1, un valore molto superiore ad altre piante dotate di ciclo C4. Questa alta efficienza fotosintetica è associata all'assenza di saturazione alla luce, mentre l'efficienza idrica determinata (WUE = water use efficiency) è tra 4,1 e 9,3 µmol mmol−1.
È la più grande tra le canne d'Europa, raggiungendo generalmente i 6 m di altezza. In condizioni ideali può anche superare i 10 m, con fusti, detti culmi, cavi del diametro di 2–3 cm. Le foglie sono alternate, di colore grigio-verde, lunghe 30–60 cm e larghe 2–6 cm; hanno una forma lanceolata, rastremata in punta, e alla base presentano un ciuffo di peli lanosi. Nell'insieme A. donax assomiglia a una cannuccia di palude di grandi dimensioni o a una canna di bambù. Esistono due varietà: A. donax variegata e A. donax versicolor delle quali la seconda è ritenuta più attraente grazie al suo colore screziato.
Questa specie ad impollinazione anemogama fiorisce in settembre-ottobre producendo pannocchie piumose fusiformi, di colore da verde pallido a violaceo, lunghe 40–60 cm e con portamento verticale. I fiori sono monoici, i semi raramente sono fertili e la riproduzione avviene per lo più per via vegetativa, attraverso rizomi sotterranei. Questi ultimi sono legnosi, fibrosi e formano estesi tappeti nodosi che penetrano fino a un metro di profondità nel terreno. La parte aerea della pianta durante l'autunno secca e cade a terra, per rigenerarsi poi in primavera a partire dai rizomi.
L'avanzamento dei rizomi è assolutamente locale, e quindi la colonia di steli avanza a macchia d'olio, ad estendere la propria superficie.
Porzioni di fusto e di rizoma lunghi meno di 5 cm e che contengono almeno un nodo germogliano facilmente. Questa diffusione per via vegetativa sembra costituire un efficace adattamento al verificarsi delle inondazioni. Infatti durante questi eventi catastrofici, gli individui di A. donax possono rompersi diffondendo frammenti in grado di germogliare e colonizzare nuove aree a valle.
La canna comune preleva grandi quantità di acqua dal suolo umido per sostenere la sua rapida crescita, che può arrivare fino a 5 cm al giorno durante la stagione primaverile. È capace di crescere in macchie dense che possono soffocare altre piante e impedirne così la diffusione.
Dal punto di vista ecologico una macchia di Arundo donax vigorosa indica sempre ricchezza di acqua nel sottosuolo, e profondità del suolo stesso. Quindi anche se si adatta a suoli poveri, la presenza di suoli aridi e ridotti in profondità è direttamente indicata dal ridotto vigore dei culmi.

## Coltivazione e utilizzo

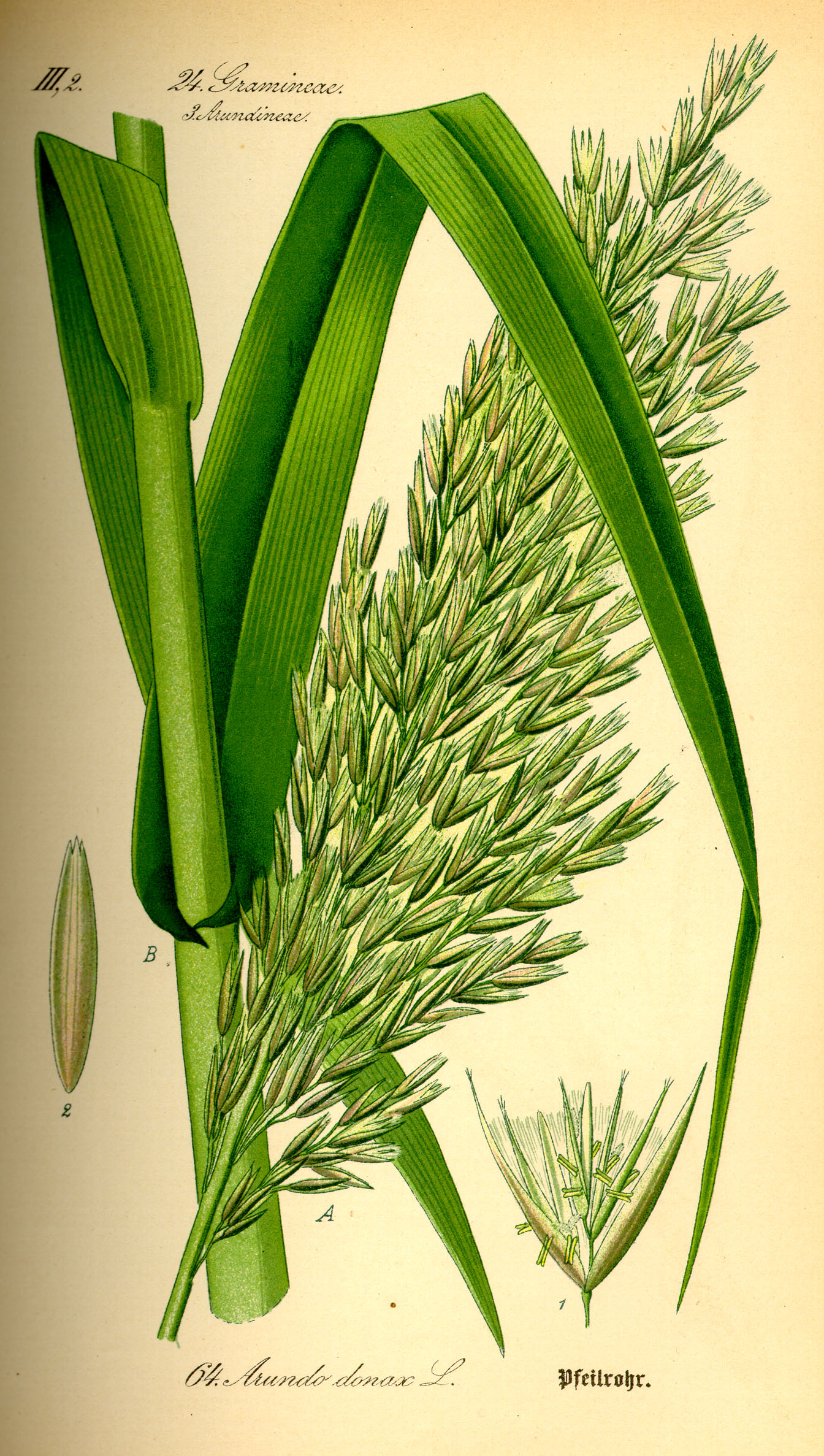
Arundo donax

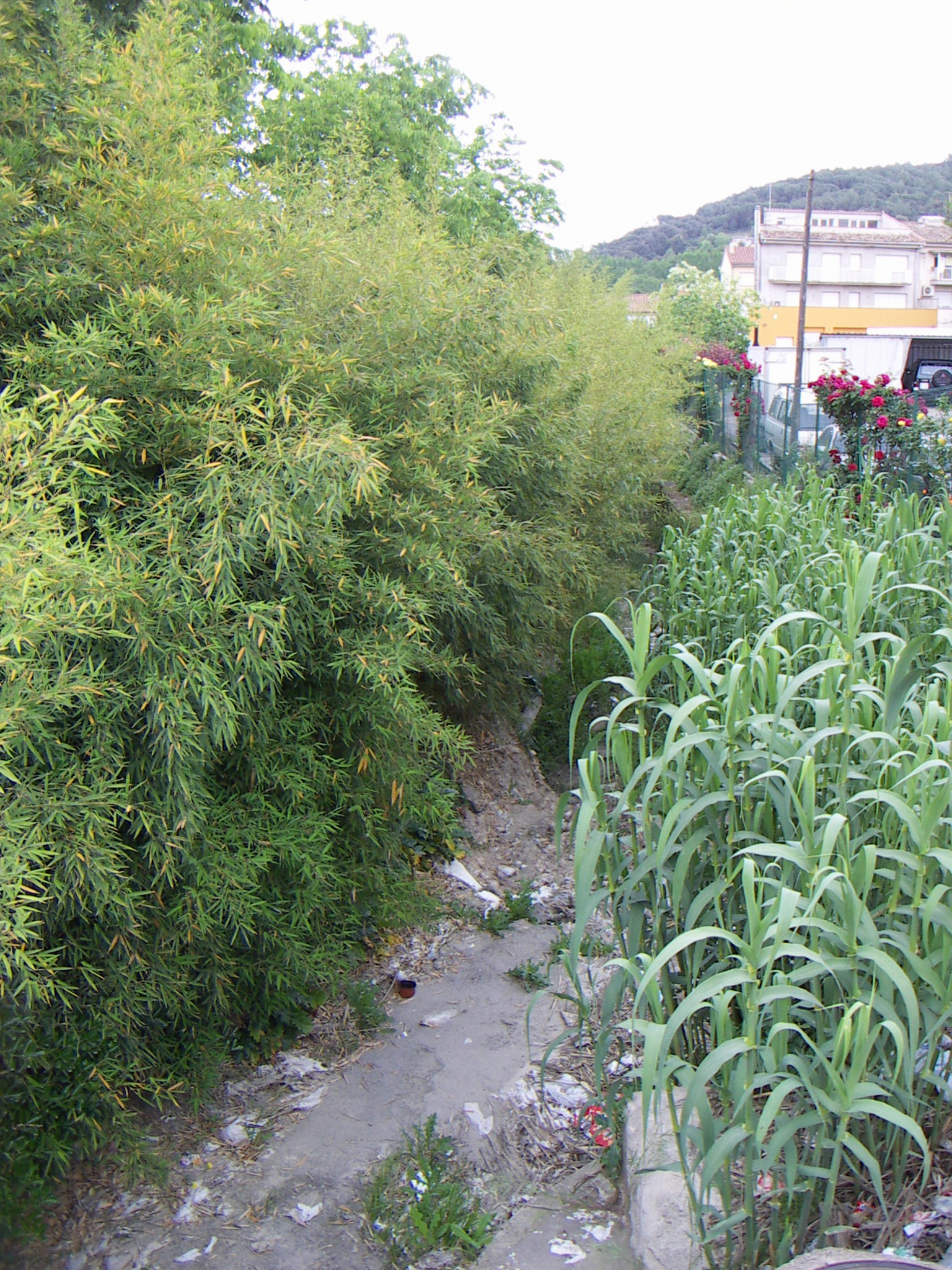
Phyllostachys aurea e Arundo donax

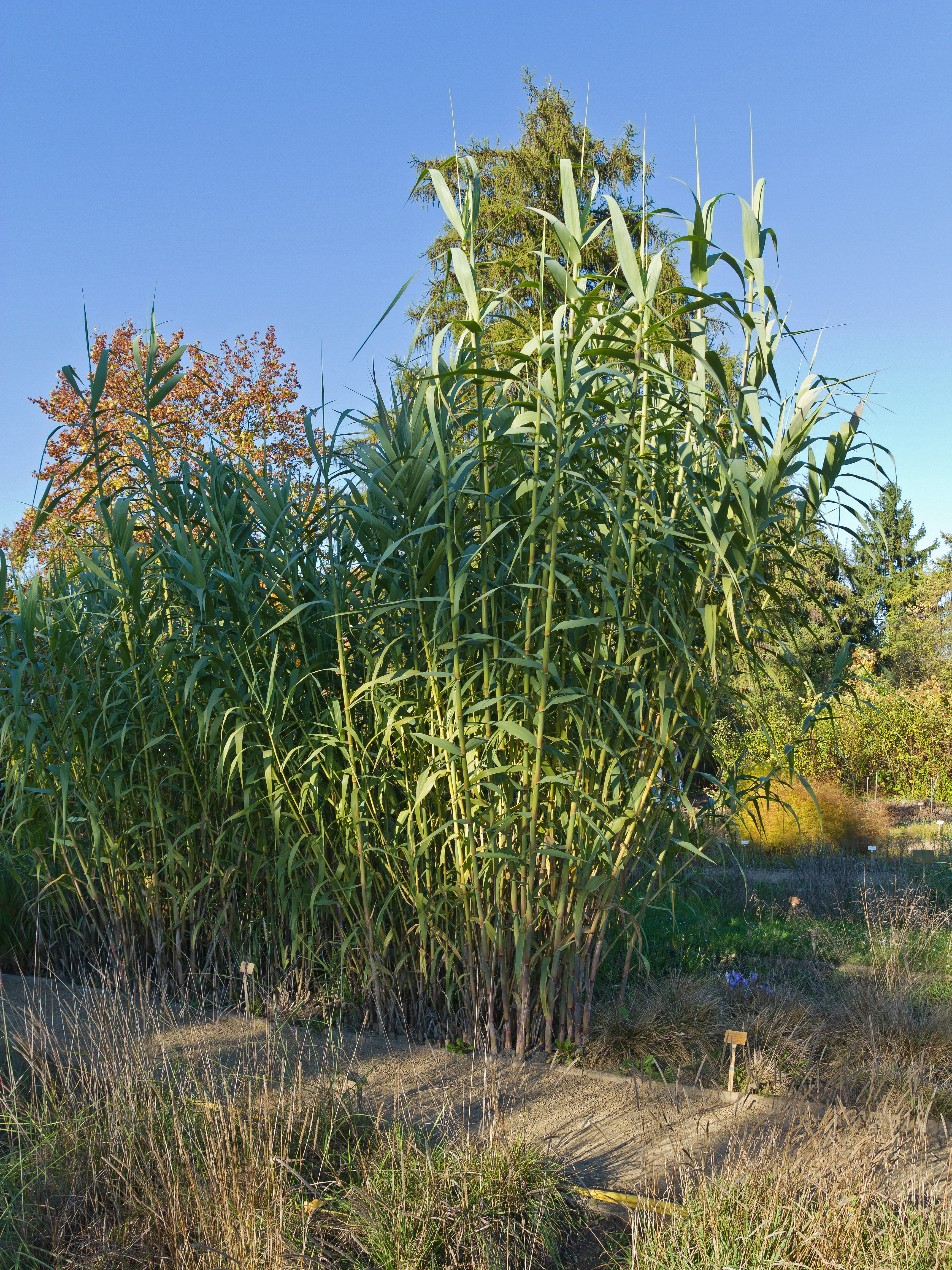
Arundo donax

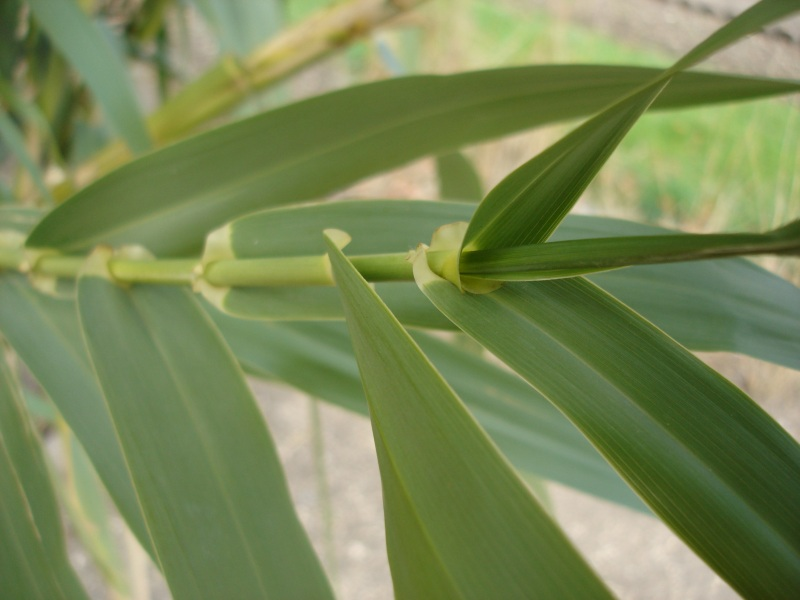
Arundo donax

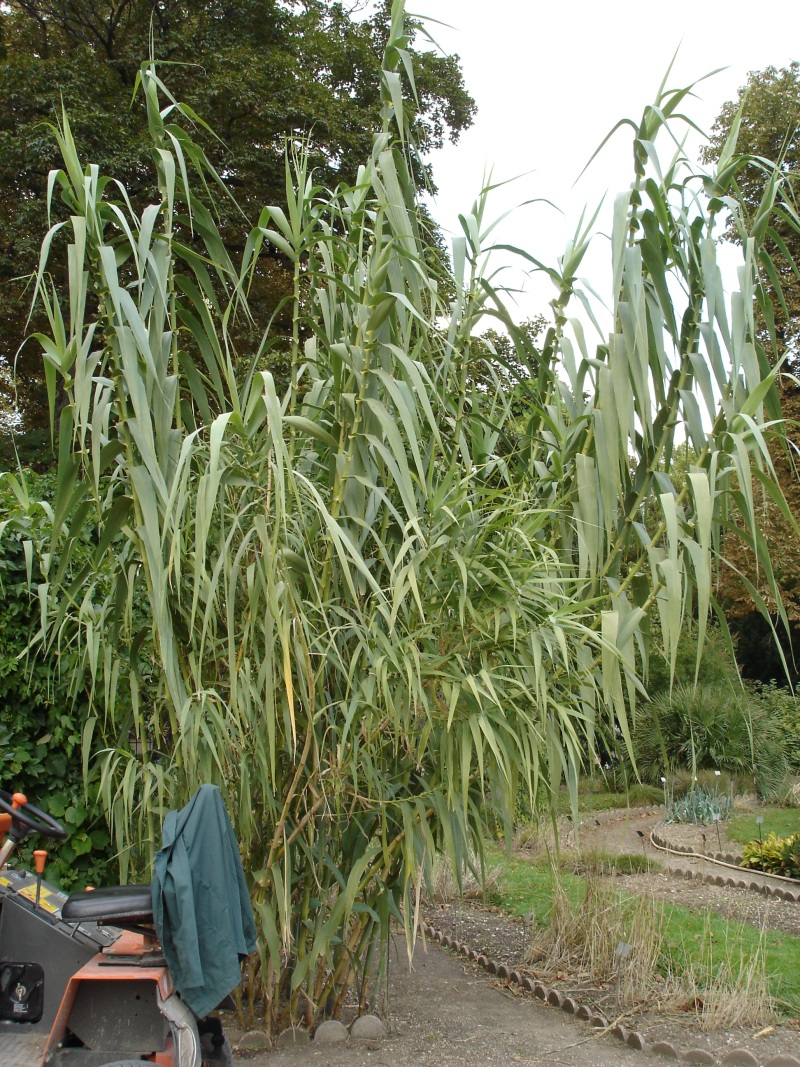
Arundo donax

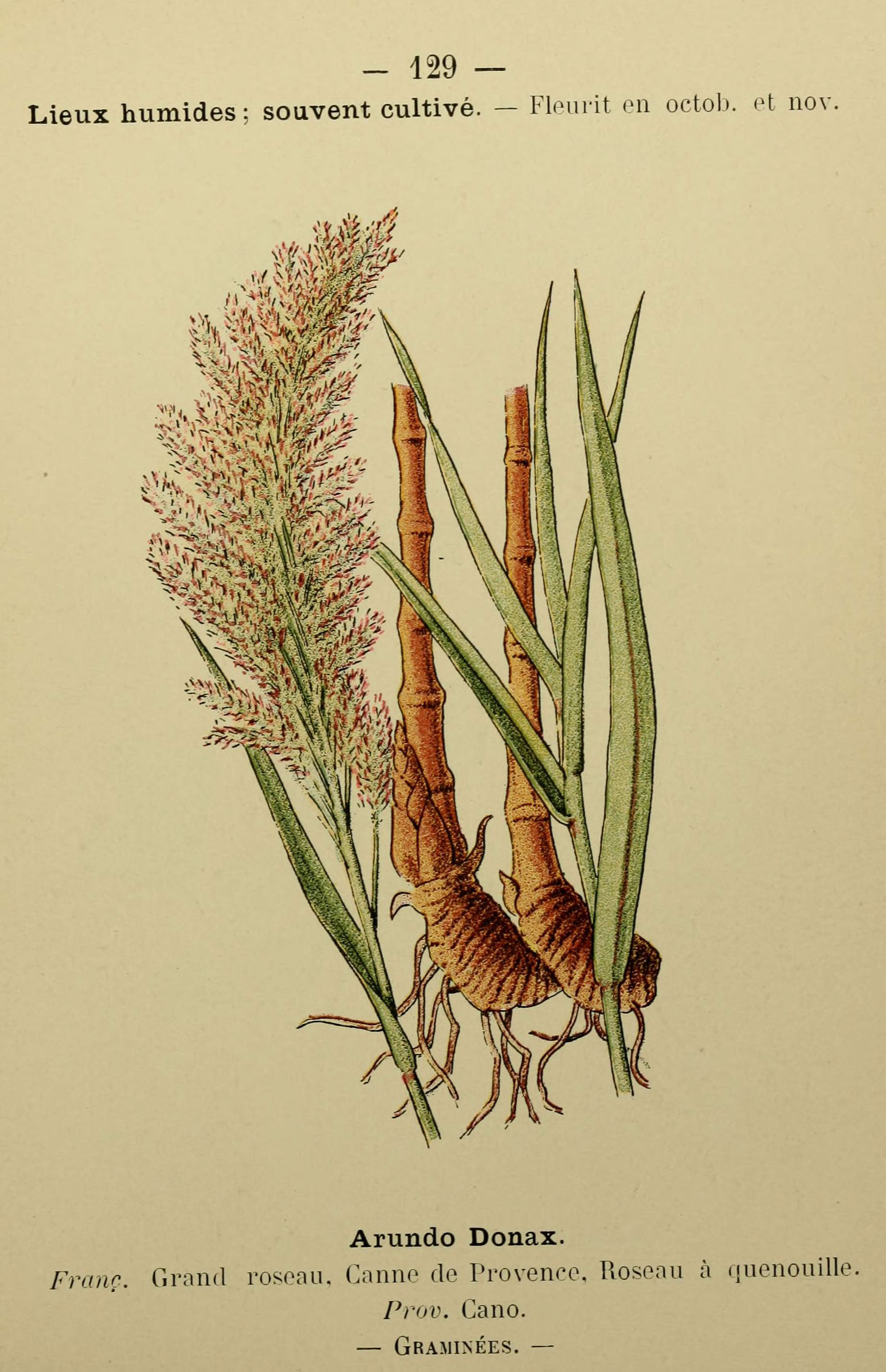
Tavola del 1902, che mostra l'apparato radicale

Arundo donax è stata coltivata in tutta l'Asia, in Europa meridionale, in nord Africa e in Medio Oriente per migliaia di anni. Gli antichi Egizi usavano le foglie di questa pianta per avvolgere le spoglie dei defunti. Data la grande densità di individui che ne caratterizza la crescita, spesso è stata utilizzata per creare siepi frangivento. Le canne contengono silice e forse questa è la principale ragione per la loro resistenza e durabilità. Sono state inoltre usate per realizzare canne da pesca, calami (strumenti per scrivere), bastoni da passeggio e per produrre carta. I fusti duri trovano impiego come supporto per piante rampicanti e piante di vite e di pomodoro.
Il materiale che costituisce il fusto è contemporaneamente flessibile e abbastanza resistente da essere considerato come il migliore per il confezionamento di ance di strumenti musicali a fiato come oboe, fagotto, clarinetto e sassofono. In particolare, le canne provenienti dalle coltivazioni della Provenza sono celebri per il lor impiego nella produzione di ance. L'impresa Selmer, fondata a Parigi nel 1885 dal clarinettista Henri Selmer, ha cominciato la sua attività proprio producendo ance per strumenti musicali. Nel 1905 il clarinettista Eugène Van Doren ha fondato la compagnia Vandoren, oggi leader mondiale nel mercato delle ance di canna. I culmi di A. donax vengono inoltre impiegati per realizzare le canne di molti tipi di cornamuse. La canna domestica è stata usata per oltre 5000 anni nella produzione di flauti e il flauto di Pan è formato da 10 o più canne di diverse dimensioni legate o incollate fra loro.
Dato il suo ritmo di crescita molto elevato, la specie A. donax costituisce un ottimo candidato per la produzione di biomassa per uso combustibile e anche come fonte di cellulosa per l'industria della carta. La canna domestica è infatti una pianta perenne di grandi dimensioni che produce ogni anno più biomassa per acro di qualsiasi altra pianta erbacea. È stata a lungo riconosciuta come importante fonte non legnosa di biomassa ad uso industriale. Infatti può essere coltivata su un grande numero di tipi diversi di suolo e nelle condizioni climatiche più varie. Produce un profondo apparato radicale, 6 volte maggiore del sorgo, più del doppio rispetto al miscanto, riuscendo a ottenere alte rese unitarie anche in condizioni asciutte e non irrigue. Gli studi evidenziano inoltre come A. donax mantenga una capacità di assorbimento idrico costante lungo il profilo radicale. La pianta raggiunge la maturità (lunghezza di 5–6 m) in circa un anno e, a seconda del clima in cui è cresciuta, può essere raccolta da una a 3 volte all'anno. Produce una media di 25 tonnellate di fibra di alta qualità per acro. Un campo di canna domestica può essere sfruttato per 20-25 anni senza la necessità di ripiantare nuovi individui né di utilizzare costose e inquinanti sostanze fertilizzanti e diserbanti.
Uno dei suoi possibili impieghi consiste nella lavorazione dei trucioli per la produzione di pellet di biocombustibile, questi tuttavia sono caratterizzati da elevati livelli di silice. La canna comune è un biocombustibile ad alto rendimento (3.400 kJ/kg) e l'uso di moderne ed efficienti tecniche di trasformazione consente di convertire la materia organica della pianta in diversi vettori energetici: syngas, etanolo e biodisel. Studi approfonditi sull'utilizzo della canna domestica come biocombustibile sono in corso in Florida, dove il Biomass Investment Group (BIG) porta avanti un progetto per la realizzazione di una centrale elettrica che utilizzi come combustibile la canna domestica. Questo progetto rappresenta la prima operazione di grande portata nello sfruttamento della combustione di una pianta per la produzione di energia elettrica. Tra i vantaggi arrecati dal punto di vista ambientale troviamo: la natura rinnovabile della fonte energetica, l'assorbimento da parte della pianta nel corso della sua vita di una quantità di CO2 equivalente a quella emessa durante la sua combustione, il carattere essenzialmente rispettoso del suolo dei metodi di coltivazione di questa specie e infine le ridotte emissioni di gas inquinanti conseguenti la combustione. La biomassa verrà convertita in combustibile liquido che alimenterà delle turbine collegate a degli alternatori.

## Coltura da biomassa lignocellulosica
All'interno della Comunità Economica Europea, sin dalla fine degli anni sessanta, sono stati realizzati importati progetti nell'ambito di specifici programmi finalizzati allo studio delle colture agrarie come possibili fonti di biomassa per la produzione di energia. Le colture da energia sono coltivazioni destinate a fornire massa lignocellulosica per la produzione di energia elettrica e/o termica. Oggi la politica agricola dell'Unione europea, individuando nelle colture non-food un valido strumento per rafforzare lo sviluppo rurale e opportunità di crescita per le sue popolazioni, spinge verso la conversione dei terreni agricoli marginali e/o messi a riposo (ex set-asides), pari in Italia a 230 000 ha, così come il recupero di quelle superfici nel tempo abbandonate dagli agricoltori, oggi stimabili in 1,8 milioni di ettari di SAU (Superficie Agricola Utile).
Il primo strumento di attuazione operativa in ambito nazionale per avviare le azioni derivanti dall'applicazione delle direttive previste dal protocollo di Kyoto è stato il programma nazionale combustibili PROBIO. Tale programma ha finanziato tra il 1999 e il 2001 numerosi progetti, tra cui il progetto PRISCA, Progetto di RIcerca Sulle Colture Alternative. Sono state identificate, confrontate e caratterizzate diverse colture, tra cui specie erbacee annuali (girasole (Helianthus annuus L.), colza (Brassica napus L.), kenaf (Hibiscus cannabinus L.), sorgo (Sorghum bicolor L. Moench), topinambur (Helianthus tuberosus L.), ecc.), poliennali (cardo (Cynara cardunculus L.), miscanto (vedi Miscanthus Giganteus), canna comune, ecc.), e specie legnose (pioppo (Populus spp., salice (Salix spp.), eucalipto (Eucaliptus spp.), robinia (Robinia pseudoacacia L.) ecc.), caratterizzando la qualità della biomassa e la capacità di ricrescita dopo la ceduazione.
Idealmente le colture da energia devono fornire alte rese con minimo input. Rispetto alle specie annuali, le colture erbacee perenni presentano vantaggi energetici significativi, permettendo di ammortizzare i costi d'impianto (pari al 50% dell'energia totale spesa per la coltura) lungo l'intera durata della coltivazione. Le colture perenni, inoltre, presentano importanti vantaggi ecologici, tra cui il limitato bisogno di lavorazioni del suolo, riducendo i rischi di erosione in ambienti collinari e incrementando la biodiversità tellurica e il sequestro del carbonio nel suolo agrario. Inoltre, grazie alla notevole rusticità, queste specie hanno una bassa domanda di elementi nutritivi, alta resistenza ad agenti patogeni e parassiti fitofagi, resistenza a stress idrici e termici, e presentano una capacità di crescita in substrati a forte concentrazione salina. La canna comune, irrigata, ha fatto registrare rese superiori a 45 t ha−1 anche con acqua salmastra con una concentrazione di sali pari a 9 dS m−1.
Tra le erbacee perenni, A. donax è stata oggetto di un vasto studio promosso dalla Comunità Europea, denominato FAIR 3 CT96 2028 “Giant reed (Arundo donax L.) Network” che ne ha considerato l'adattabilità e produttività in otto distinti areali. In base alle ricerche svolte, questa specie viene indicata come una tra le più promettenti specie erbacee da biomassa in ambiente mediterraneo. In queste regioni è considerata, infatti, come una coltura spontaneizzata, archeofita, già adattata a queste specifiche condizioni pedoclimatiche, ed in grado di garantire alte rese di biomassa, con un'epoca di raccolta flessibile (da fine autunno ad inverno) anche in rapporto alle esigenze aziendali. Si caratterizza, inoltre, per gli scarsi input di cui necessita e per una buona resistenza alla siccità.
In Italia, a Torviscosa (Ud), si è avuta dal 1937 al 1962 un'importante esperienza di coltivazione estensiva con questa specie (pari a 5400 ha su terreni di bonifica) per alimentare la locale fabbrica per la produzione di fibra artificiale, ottenuta da cellulosa. Oggi la canna comune è al centro di numerose esperienze scientifiche volte a valutare e caratterizzare, dal punto di vista agronomico, tale coltura in differenti ambienti italiani.
Negli Stati Uniti, Arundo donax è al centro d'importanti progetti condotti sia in ambito pubblico (Auburn University, Washington State University, University of Washington, State of Alabama, il Dipartimento di Agricoltura – USDA – ARS, presso la stazione sperimentale di Tifton, GA) che privato (TreeFree Biomass Solutions, White Technology LLC, Innovative Energy Group e compagnie cartiere come Nile Group, Boise and Weyerhauser, ecc.).

### Tecnica agronomica
La tecnica colturale non comporta particolari problemi alle comuni aziende cerealicole. Per la preparazione del terreno si ricorre, infatti, a una normale aratura o ripuntatura, facoltativamente accompagnata da una concimazione di fondo con 100 kg di P2O5 ha−1 (variazioni sono da considerare in accordo con la dotazione iniziale del terreno).
La pianta si caratterizza per la sterilità del seme, causata dal fallimento della divisione delle cellule madri delle megaspore. Ne consegue che la propagazione vegetativa rappresenta il principale aspetto meritevole di approfondimenti e ricerche. Per la messa a dimora vi sono due opzioni:
- impiego di porzioni di rizoma, dotati di almeno una gemma vitale e con un peso minimo di 200 g, normalmente favorito per il migliore attecchimento.
- impiego di fusti maturi (>2 anni di età) interrati mediante l'ausilio di macchine trapiantatrici.

Partendo da rizoma il trapianto è effettuato quando il rischio di gelate tardive è minimo (fine inverno – inizio primavera) mentre il fusto può esser prelevato dalla pianta madre ed interrato all'inizio dell'inverno.
Per quanto riguarda la difesa della coltura, non sono previsti impieghi significativi di fitofarmaci. A. donax risulta essere, infatti, una coltura fortemente competitiva contro le infestanti a partire dal secondo anno, richiedendo, eventualmente, un trattamento erbicida di post-emergenza solo il primo anno.

### Acqua e Azoto
In un recente studio effettuato in pieno campo presso l'Università di Pisa, sono stati confrontati due livelli di concimazione (0 N vs 200 N kg ha−1), epoca di raccolta (autunno vs inverno) e due sesti d'impianto (20 000 vs 40 000 piante ha−1) per sei anni. La coltura ha fatto segnare una maggior densità e produzione (pari a 0,3 kg sostanza secca m−2) in corrispondenza dell'investimento iniziale inferiore. Anche la fertilizzazione ha permesso un sostanziale miglioramento della sostanza secca prodotta. Tale effetto scompare però nel tempo. Lo studio evidenzia che, ritardando la raccolta, il contenuto idrico diminuisce del 10%, consentendo una migliore qualità della biomassa prodotta. Rispetto ad altre colture da biomassa, la canna comune ha mostrato una positiva capacità di assorbimento idrico, costante lungo tutto il profilo di suolo esplorato dalle radici. Ciò consente di raggiungere rese soddisfacenti anche in condizioni di siccità. Nello stesso studio è stato evidenziato che, in confronto a miscanto e panico (Panicum virgatum L.), la canna comune è in grado di mantenere un più alto tenore di umidità nei livelli superficiali del suolo, in ragione di un marcato ombreggiamento dello stesso.

### Capacità di stoccaggio di Carbonio nel suolo agrario
L'anidride carbonica (CO2) è il principale gas serra rilasciato nell'atmosfera a seguito delle attività antropiche. È stato stimato che, a fronte di un incremento annuale di C atmosferico pari a 3.5 Pg (petagrammo), l'agricoltura ha il potenziale di sequestrare circa 42 – 90 Pg nei prossimi 50 - 100 anni. L'ecologia agraria ha quindi focalizzato l'attenzione sulle colture erbacee perenni da biomassa, evidenziando le loro positive capacità di accumulo di C nel suolo. L'emissione di CO2 per unità di energia prodotta da queste colture è 10 volte minore rispetto al petrolio. Venturi e Monti (2005) hanno sottolineato come circa metà del C sequestrato sia localizzato nell'apparato radicale, permettendo uno stoccaggio prolungato nel tempo. McLauglin e Walsh (1998) stimano un sequestro di carbonio 20 – 30 volte superiore rispetto ad una coltura annuale, in ragione delle ridotte lavorazioni del terreno e quindi minori perdite per mineralizzazione ossidativa. Arundo donax, a differenza di altre specie, presenta, inoltre, un'architettura dell'apparato radicale profonda, difficilmente mineralizzabile. La sostanza secca della parte ipogea di A. donax è stata riscontrata pari a 13.6 t ha−1, 6 volte maggiore rispetto al sorgo e due volte al miscanto. Valutando l'effetto di una coltivazione decennale di A. donax, in confronto a normali colture avvicendate ed un suolo non coltivato, a carico di alcune caratteristiche pedologiche, sono state evidenziati positivi miglioramenti sulla quantità totale di carbonio e di biomassa microbica presente.

### Produttività della coltura
In rapporto all'intero ciclo della coltura, A. donax presenta tre stadi principali. Al primo anno, il giovane impianto registra una resa pari al 50 - 60% di quanto la stessa potrà produrre al secondo anno e a maturità. Dopo una lunga fase di plateau, si registra un marcato declino produttivo a partire dall'ottavo anno. In bibliografia, si trova indicazione di rese pari fino a 100 t ha−1 anno−1 di sostanza fresca, ottenute in climi temperati e sufficiente irrigazione. In Spagna centrale sono state registrate rese pari a 45,9 t di sostanza secca in condizioni di input non limitanti. A Torviscosa furono raggiunte medie produttive pari a 30 t ha−1.
I risultati di cui sopra testimoniano l'importanza dell'effetto “ambiente” per quanto concerne la produttività della specie, in rapporto alla lunghezza del ciclo considerato.

## Arundo donaxcome specie invasiva
È stata introdotta dal Mediterraneo in Nord America nel XIX secolo come materiale per la costruzione di tetti e come agente di controllo dell'erosione nei canali di drenaggio. Esempio di tale invasività, ristretta limitatamente all'ambito ripariale, è riportata negli ambienti ripariali sud californiani e Texas. Introdotta con successo dall'uomo al fine di consolidare i margini di fiumi e ruscelli, è diventata abbondante grazie alla involontaria azione antropica che, con la movimentazione di macchine pesanti quali bulldozers, ruspe, escavatori e trattori, hanno indotto la frammentazione dei rizomi e favorito la diffusione su larga scala. Tali macchine vengono utilizzate per dragare i piccoli canali, tagliare le strade sterrate indesiderate, estrarre sabbia e ghiaia, per il taglio e il controllo della vegetazione.
L'evidente incidenza dell'attività umana circa la diffusione di Arundo donax è stata documentata in uno studio condotto tra il 2004 e 2006 lungo la valle del fiume Tijuana; dallo studio è emerso come le stesse inondazioni abbiano in realtà una scarsa influenza sulla rottura dei rizomi e degli steli. Durante tali eventi infatti, gli steli sono rimasti attaccati alla pianta così come un 7% su circa 50 arundineti hanno evidenziato danni parziali. Di contro in un ambiente disturbato dall'attività incontrollata dell'uomo è stata documentata una densità di piante 61 volte maggiore di quella in ambiente non disturbato. Viene coltivata anche come pianta ornamentale e si è rapidamente naturalizzata lungo le coste di bacini dulciacquicoli del Nord America, del Sud America e dell'Australasia. Il suo areale continua ad estendersi. 
È stata inserita nell'elenco delle 100 tra le specie esotiche invasive più dannose al mondo. Mack evidenzia l'importanza di una attenta, neutrale e trasparente valutazione dei rischi e benefici presenti nell'introduzione di una qualsiasi pianta in un nuovo areale a qualsiasi scala (locale, nazionale e regionale). Questa dovrebbe includere le caratteristiche biologiche (dormienza, germinazione, riproduzione, fitness, suscettibilità e resistenza a parassiti e locali predatori).
È tra le specie di piante terrestri a crescita più rapida al mondo (può arrivare a quasi 10 cm al giorno); in America si sta diffondendo rapidamente provocando la scomparsa di piante autoctone e danneggiando così gli ecosistemi ripariali. Il fusto e le foglie di A. donax contengono numerose sostanze chimiche che possono risultare dannose; tra queste troviamo la silice e vari alcaloidi, il cui compito è quello di proteggere la pianta dalla maggior parte degli insetti erbivori e scoraggiare altri animali dal nutrirsene. Animali brucatori come le mucche, le pecore e le capre riescono a limitarne la diffusione ma difficilmente possono essere utili nel tenere la specie sotto controllo.
Le macchie di canna comune sono particolarmente esposte al rischio di incendio. La pianta infatti è altamente infiammabile durante tutto l'arco dell'anno e nei mesi più secchi la sua presenza può far aumentare la probabilità, l'intensità e la diffusione degli incendi nell'ambiente ripariale, producendo quindi una conversione delle comunità biologiche dalla tipologia regolata dalle inondazioni a quella regolata dagli incendi. Dopo l'incendio i rizomi di A. donax germogliamo rapidamente avendo anche in questo caso la meglio sulle piante americane autoctone. Si formano così grandi appezzamenti di terreno coperto da canna domestica lungo le rive dei fiumi o dei bacini dulciacquicoli. In pratica, il verificarsi di incendi spinge ulteriormente verso la costituzione di comunità vegetali monospecifiche di A. donax. La presenza di estese macchie di canna domestica lungo le rive può anche portare alla riduzione della volta vegetale che fa ombra sull'habitat acquatico. Dirette conseguenze sono poi l'aumento della temperatura dell'acqua, la diminuzione della concentrazione di ossigeno e la riduzione della diversità biologica dell'intero habitat. Considerando comunque che il fenomeno dell'autocombustione è da ritenersi estremamente raro in natura e che in Italia come nel resto del mondo la maggior parte degli incendi è di natura dolosa, il rischio di incendio associato ad Arundo donax non è un rischio specie specifico ma relativo, come nel caso dell'invasività, a una scorretta gestione (o all'assenza di gestione) dell'attività umana. Tant'è che quando Arundo donax viene allevata su estese superfici, presenta un rischio di incendio paragonabile ad altre colture erbacee.

### Invasività e controllo della coltura

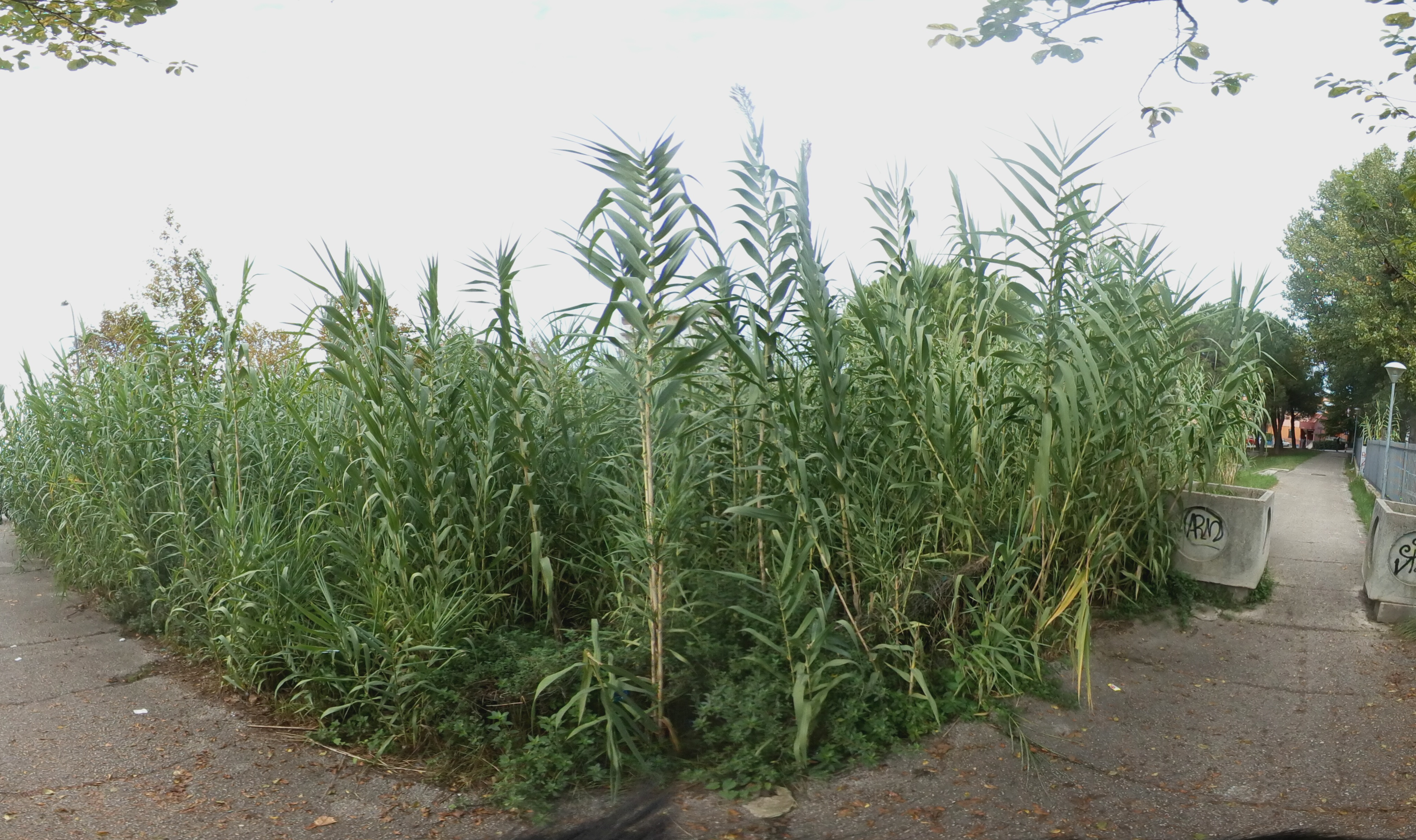

Risulta quindi abbastanza evidente che i fattori di sensibilità associati ad A. donax (invasività, tendenza alla monocultura, rischio incendio) sono tutti legati a una scorretta gestione o all'assenza di gestione della coltura. Esplicativo è il caso di Torviscosa dove per oltre un ventennio è stata coltivata su una superficie di circa 5400 ha e non ha dato seguito né a problemi di invasività né a problemi di incendi o altro.
Al riguardo, la sterilità della specie è un chiaro vantaggio, almeno se si fa riferimento a condizioni non ripariali. Come coltura agraria, infatti, il controllo risulta semplice, così come l'eradicazione a fine ciclo, vale a dire quando fenomeni di stanchezza naturali impongono la cessazione della coltura. La chiave del controllo è nella devitalizzazione della massa radicale, facilmente ottenibile con glyphosate (N-phosphonomethyl glycine), un erbicida ad applicazione di post-emergenza, sistemico, a largo spettro e non residuale nel suolo. Le dosi consigliate sono in funzione del tipo di trattamento scelto, anche in rapporto all'epoca d'intervento ed oscillano tra il 2-5% v/v. I sintomi associati al trattamento sono un ingiallimento o imbrunimento delle lamine fogliari, la morte dei meristemi, una ricrescita anormale ed un ricaccio multiplo (cespitoso) con presenza di foglie bianche nei nuovi germogli. Una tecnica che ha fornito ottimi risultati presso il Santa Margherita and San Luis Watersheds weed Management Area, California, è il cut and spray, ovvero l'applicazione dell'erbicida mediante una soluzione pura, localizzata sul punto di taglio alla base dello stelo.
Per un ottimale controllo è poi importante fare riferimento al momento in cui ha luogo l'applicazione dell'erbicida. I migliori risultati, in genere, si ottengono a seguito di applicazioni fogliari effettuate a fine estate – inizio autunno, quando la traslocazione alla parte epigea risulta superiore.

### Sistemi di controllo biologico
Il controllo biologico realizzato attraverso l'impiego di insetti erbivori specialisti provenienti dall'areale di origine di Arundo donax produce risultati piuttosto limitati. Nonostante la canna domestica possieda un'ampia varietà di sostanze chimiche nocive sia all'interno del fusto che nelle foglie, la protezione che tali sostanze forniscono è efficace contro la maggior parte degli insetti generalisti e dei vertebrati, ma non contro insetti che si sono specializzati a nutrirsi di questa pianta e che possono arrecarle danni considerevoli. Tre di questi insetti erbivori specialisti sono stati importati dalla regione mediterranea e la loro efficacia come agenti di controllo biologico è in fase di valutazione. Le tre specie sono l'imenottero Chalcidoidea Tetramesa romana (una vespa), il rincoto Diaspididae Rhizaspidiotus donacis e il dittero Chloropidae Cryptonevra spp (una mosca). Altri organismi che hanno effetti negativi su Arundo donax sono i funghi Armillaria mellea, Leptostroma donacis, Papularia sphaerosperma, Puccinia coronata e Selenophoma donacis.

### Sistemi di controllo meccanico
Infestazioni di piccole dimensioni possono essere estirpate manualmente facendo bene attenzione che l'intero apparato radicale e tutti i rizomi vengano rimossi completamente. Dato che la canna domestica cresce in macchie dense e possiede grosse radici, la rimozione manuale o meccanica delle parti sotterranee di ampie monocolture clonali risulta essere un processo lento, difficile e spesso inefficace. Pezzi di rizoma seppelliti sotto 1–3 m di terreno possono germogliare nuovamente e il disturbo arrecato dalla rimozione meccanica al suolo e alle comunità biologiche in esso presenti può essere forte.
Per strappare o rimuovere le piante germogliate da poco o gli individui giovani fino a 2 m di altezza, il momento ideale è quello subito successivo a forti acquazzoni, quando il terreno è morbido. I fusti delle piante più grandi possono essere tagliati con una sega elettrica o con il decespugliatore, mentre per togliere le radici conviene usare una vanga oppure un piccone. Quando possibile, l'uso di equipaggiamento pesante come un escavatore, è consigliabile.
Un altro metodo consiste nel soffocare le piante con una tela cerata. I fusti devono essere tagliati nel mese di maggio e quanto più possibile vicino al suolo e i monconi rimasti vanno coperti con una tela cerata molto spessa e lasciati così per un'intera stagione. In questo modo la luce non può raggiungere le piante che quindi vedono ridursi drasticamente la loro capacità di eseguire la fotosintesi. La mancanza di luce impedisce la crescita di nuovi germogli e infine costringe le piante a esaurire le loro riserve energetiche fino a provocarne la morte.

### Sistemi di controllo chimico
Per indurre la morte dell'apparato radicale, dopo la fioritura, degli erbicidi sistemici possono essere applicati il più possibile vicino al terreno sui pezzi di canna tagliati oppure sotto forma di spray foliari. Il glifosato viene usato per il trattamento dei canneti nelle zone umide. Per informazioni dettagliate sull'uso e gli effetti di questo composto chimico vedere. Quando si usano gli erbicidi, occorre seguire sempre le indicazioni di impiego in modo da non danneggiare gli altri organismi.

### Sistemi di smaltimento
Sia i fusti trattati chimicamente che quelli non trattati possono essere lasciati sul terreno a decomporsi, ma il processo naturale di scomposizione avviene molto lentamente. Il compost derivante deve essere tenuto ben lontano dall'acqua. Se i fusti non sono stati trattati chimicamente e le condizioni del luogo lo permettono, i resti possono essere bruciati. Un'altra soluzione consiste nel ridurre le canne in frammenti molto piccoli da usare come concime. Questi trucioli possono essere buttati nei contenitori per i rifiuti organici o sparsi sul terreno come agente drenante. Inoltre, una volta innaffiati con erbicidi e sparsi su terreni coperti di canne fatte a pezzi sono efficaci nell'interrompere eventuali fenomeni di ricrescita.

### Raccolta
La canna viene raccolta annualmente, preferibilmente durante il periodo invernale. La biomassa prodotta può essere destinata alla produzione di energia termica o alla produzione di etanolo di seconda generazione. La raccolta è meccanizzata: in seguito a recenti prove sperimentali sono state ottenute circa 47 t/ha di prodotto cippato

## Arundo donaxcome specie per il Fitorimedio
Numerosi studi hanno recentemente messo in evidenza le capacità di A. donax per il risanamento o decontaminazione ambientale di siti fortemente inquinati da sostanze organiche o metalli pesanti mediante il loro assorbimento, degradazione e stabilizzazione come soluzione efficace e sostenibile da un punto di vista economico e ambientale. La canna comune presenta, inoltre, il vantaggio ecologico di non essere appetita dagli animali, e quindi evita la diffusione di sostanze tossiche e persistenti nella catena alimentare.
In base a fattori di traslocazione e di bioaccumulo di arsenico, A. donax si è mostrata pianta iperaccumulatrice, capace cioè di non mostrare sintomi di tossicità fino a 600 µg L−1 di As né stress ossidativi nell'apparato fogliare. La capacità di accumulo avviene principalmente a carico della parte aerea della pianta (steli e foglie), permettendo quindi una facile rimozione dal sito. In un precedente studio sono state valutate le capacità fitoestrattive potenziali di piombo, zinco e cadmio, rispettivamente pari a 0,54, 1,43 e 0,08 kg ha−1. Sono state riscontrate, inoltre, positive capacità di ridurre il carico inquinante presente nelle acque reflue di provenienza zootecnica utilizzando un sistema idroponico chiuso. Gou e Miao (2010) hanno osservato come la canna gentile possieda una forte tolleranza ai metalli pesanti, osservando una debole riduzione della biomassa secca prodotta, quando i tenori di As, Cd e Pb nel suolo sono al di sotto di, rispettivamente, a 254; 76,1 e 1552 mg/kg. In presenza di forti concentrazioni di metalli pesanti, come cadmio e nichel, non sono stati osservati effetti depressivi a carico del tasso fotosintetico e della crescita della pianta, così come di altri importanti parametri fisiologici, quali conduttanza stomatica, concentrazione intercellulare di CO2, resistenza stomatica, contenuto e fluorescenza della clorofilla.
Le sopra dette caratteristiche quindi permetterebbero la messa a coltura e la messa a rendita di aree attualmente inutilizzate sia per colture food che per colture feed.